# Basilochelys macrobios
Basilochelys macrobios ("královská želva") je druh vyhynulé želvy, která žila v období nejsvrchnější jury až nejspodnější křídy (zhruba před 145 miliony let) na území dnešního severovýchodního Thajska (souvrství Phu Kradung). V rodu Basilochelys je jediný známým druh Basilochelys macrobios, popsaný v roce 2009. Tento druh je považován za nejbazálnějšího známého zástupce skupiny Trionychoidae.